# Якунино (Вашкинский район)
Якунино — деревня в Вашкинском районе Вологодской области.
Входит в состав Роксомского сельского поселения, с точки зрения административно-территориального деления — в Роксомский сельсовет.
Расстояние по автодороге до районного центра Липина Бора — 30 км, до центра муниципального образования деревни Парфеново — 4 км. Ближайшие населённые пункты — Васютино, Ильинское, Мыс, Мянда, Парфеново, Семяновская, Софроново, Сухоежино.
По переписи 2002 года население — 3 человека.